# フランス皇帝

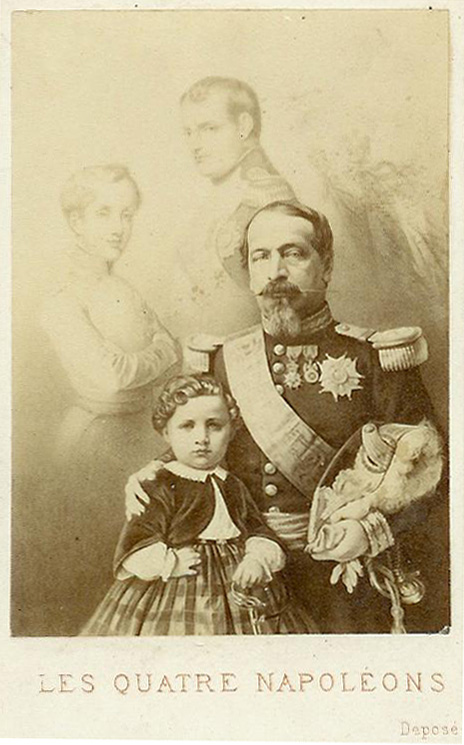
4人のナポレオン。

フランス皇帝（フランスこうてい、仏: Empereur des Français）、より正確にはフランス人民の皇帝は、ナポレオン・ボナパルトが1804年5月14日にフランス元老院から授けられ、同年12月2日にパリのノートルダム大聖堂にてナポレオンの帝冠で皇帝に戴冠したことに始まる、ボナパルト朝で用いられた称号である。後述するように、「フランスの」（de France）君主ではなく、あくまで「フランス人民の」（des Français）君主であることを強調した称号であるが、日本語訳ではフランス皇帝と縮められることも多い。

## 概要
この称号は、皇帝が全 "フランス人民"を、国民を、そしてフランス全土ではなく共和国を支配することを強調していた。古い公式文句である"フランス国王" は、国王がフランスを個人の所有物として有していたことを指し示していた。新たな用語は立憲君主制を指示している 。称号はフランス共和政の体裁を維持し、かつフランス革命後の封建体制の破棄と国民国家の創立を示し、さらには自らの皇帝の臣下として対等な国民(1809年1月1日以降、国は公式にフランス帝国として言及された)であるために意図的に創り出された。
"フランス皇帝"の称号とナポレオンの戴冠は単なる君主制の復活に留まらず、フランス第一帝政 (Empire des Français)という新たな政治体制の導入を証明することを前提としていた。ナポレオンの統治はワーテルローの戦いで敗北した1815年6月22日まで続き、セントヘレナ島に追放されて収監され、1821年5月5日に死去した。その統治は1814年のフランス復古王政ならびに自身のエルバ島追放によって中断されたが、同地から帝位を奪還するために1年以内に脱出し、最終的に敗北して追放される前にさらに94日間皇帝として君臨している。
国民議会を解散させることに成功した、ナポレオンの甥であるルイ・ナポレオンによる次の1851年12月2日のクーデターから1年以内に、1852年11月7日の住民投票によって承認されることでフランス第二共和政はフランス第二帝政へと移行した。フランス人によって選出されたルイ・ナポレオン大統領は、象徴的かつ歴史的な日である1852年12月2日以降に公的にフランス皇帝ナポレオン3世となった。
その統治は1870年9月4日まで押し通したが、普仏戦争中のセダンの戦いで捕虜となった。それからナポレオン3世は1873年1月9日に死ぬまでイギリスへと亡命することを余儀なくされた。
ナポレオン3世の唯一の息子であるナポレオン・ウジェーヌ・ルイ・ボナパルトが1879年に早世して以来、ボナパルト家には幾人かのフランス帝位請求者がいる。
現在の請求者は1997年5月3日にボナパルト家の当主となったジャン・クリストフ・ナポレオンである。

## 完全称号
フランス皇帝には、ボナパルト家による地理的拡張および支配領域の多様性を反映したさまざまな称号および請求を有していた。

### ナポレオン1世
ナポレオン1世皇帝にして陛下、神の恩寵および共和国の憲法下でのフランス人の皇帝、イタリアの王、ライン同盟およびフランクフルト大公国の保護者、ヘルヴェティア連邦の調停者。

### ナポレオン2世
ナポレオン2世皇帝陛下、神の恩寵および共和国の憲法下でのフランス人の皇帝。

### ナポレオン3世
ナポレオン3世皇帝陛下、神の恩寵および国民の意志によるフランス人の皇帝。

## フランス帝国 (1804年–1814年)
| 君主名               | 生没年月日                             | 即位           | 退位          | 補足 | 家系         | 画像                 |
| -------------------- | -------------------------------------- | -------------- | ------------- | ---- | ------------ | -------------------- |
| ナポレオン1世 - 大帝 | 1769年8月15日 – 1821年5月5日（51歳没） | 1804年 5月18日 | 1814年4月11日 | —    | ボナパルト家 | Napoleon I of France |

## フランス帝国 (百日天下、1815年)
| 君主名               | 生没年月日                              | 即位          | 退位          | 補足                  | 家系         | 画像                  |
| -------------------- | --------------------------------------- | ------------- | ------------- | --------------------- | ------------ | --------------------- |
| ナポレオン1世 - 大帝 | 1769年8月15日 – 1821年5月5日（51歳没）  | 1815年3月20日 | 1815年6月22日 | —                     | ボナパルト家 | Napoleon I of France  |
| ナポレオン2世        | 1811年3月20日 – 1832年7月22日（21歳没） | 1815年6月22日 | 1815年7月7日  | ナポレオン1世の息子。 | ボナパルト家 | Napoleon II of France |

## フランス帝国 (1852年–1870年)
| 君主名        | 生没年月日                             | 即位          | 退位         | 補足                                    | 家系         | 画像                   |
| ------------- | -------------------------------------- | ------------- | ------------ | --------------------------------------- | ------------ | ---------------------- |
| ナポレオン3世 | 1808年4月20日 – 1873年1月9日（64歳没） | 1852年12月2日 | 1870年9月4日 | ナポレオン1世の甥 ナポレオン2世の従兄弟 | ボナパルト家 | Napoleon III of France |